# ん
ん або ン (/N/; МФА: [ɴ]; укр. н) — склад в японській мові, один зі знаків японської силабічної абетки кана. Становить 1 мору. Не входить до складу ґодзюону, але, зазвичай, розмішується в 10-му стовпчику. Також називається носовим складовим звуком (яп. 撥音, はつおん, хацуон).

## Короткі відомості

### Опис
Фонема сучасної японської мови. Позначає різні приголосні звуки, залежно від місця у слові.
| Ясенний носовий:          |  | /ɴ/ → | ん | [n] | (перед приголосними /t/, /d/, /n/, /r/, /z/) |
| Губно-губний носовий:     |  | /ɴ/ → | ん | [m] | (перед приголосними /b/, /m/, /p/)           |
| М'якопіднебінний носовий: |  | /ɴ/ → | ん | [ŋ] | (перед приголосними /k/, /g/)                |
| Язичковий носовий:        |  | /ɴ/ → | ん | [ɴ] | (в кінці слова)                              |

Також вимовляється як носовий голосний [ũ͍] перед /j/, /s/, /h/, /f/ та /w/, та голосний [ĩ] після звука /i/ перед /j/, /s/, /h/, /f/ та /w/.

### Порядок
Місце у системах порядку запису кани:
- Порядок ґодзюону: відсутній.
- Порядок іроха: відсутній.

### Абетки
- Хіраґана: ん

Походить від скорописного написання ієрогліфа 无 (му, відсутність).
- Катакана: ン

Походить від скорописного написання ієрогліфа 无 (му, відсутність).
- Манйоґана: 无

### Транслітерації
- Кирилиця:
Система Поліванова: Н (н); перед /b/, /m/, /p/ → М (м).
Альтернативні системи: Н (н).
- Латинка
Система Гепберна: N (n); перед /b/, /m/, /p/ → M (m).
Японська система: N (n).
JIS X 4063: n
Айнська система: N (n).

### Інші системи передачі
- Шрифт Брайля:
| -－ -● ●● |
- Радіоабетка: Осімай но Н (おしまいのン; «н» кінця)
- Абетка Морзе: ・—・—・